# Ibero Mundial de Ediciones
Ibero Mundial d'Edicions va ser una editorial catalana, situada a Barcelona i dedicada a la producció de còmics en llengua castellana entre 1959 i 1979. El seu fundador i director va ser José María Armen Corbera. Va ser comprada per Garbo Editorial que va mantenir-la com a segell fins al 1979.

## Trajectòria editorial
Ibero Mundial d'Edicions va començar editant les publicacions per a noies Claro de Lluna (1959) i Selección Romántica (1961), incloent les sèries monogràfiques Lilian, Azafata del Aire (1960) i Mary Noticias (1962), les protagonistes de les quals eren ja joves professionals. També va editar còmics d'acció, entre els quals destaca Ángel Audaz (1962).
En 1965 va llançar el seminari satíric Mata Ratos i a partir de 1968 va començar a produir còmics afins al còmic adult com les publicacions de terror Dossier Negro, Python (1969), Vampus (1971) i Rufus 1973) o la de ciència-ficció Delta 99.
En 1974, Garbo Editorial es va fer càrrec de les seves col·leccions i no va tornar a editar pel seu compte fins a 1978 (Belle Star).

## Col·leccions de còmics
| Títol                    | Format  | Dimensions | Periodicitat | Guió           | Dibuix                     | Números                                            | Preu (PTA) | Anys      |
| ------------------------ | ------- | ---------- | ------------ | -------------- | -------------------------- | -------------------------------------------------- | ---------- | --------- |
| Claro de Luna            | Quadern | 15x21      | Setmanal     |                | VV. AA.                    | 620?                                               | 1,50       | 1959-1972 |
| Lilian, azafata del aire | Quadern | 15x21      | Semanal      | Ricardo Acedo  | Miguel Gómez Esteban/Badía | 48                                                 | 1,50       | 1960-1961 |
| Ringo                    |         | 17x12      |              | F. Lázaro      | Jordi Buxadé               |                                                    |            | 1960      |
| Selección Romántica      |         | 21x15      |              | VV. AA.        | VV. AA.                    | 406                                                |            | 1961-1968 |
| Ángel Audaz              |         | 17X24      |              | Herrero        | Ripoll G.                  | 10                                                 |            | 1962      |
| Mary Noticias            | Quadern | 15x21      | Setmanal     | Roy Mark       | Carmen Barbarà             | 484                                                | 1,50       | 1962-1971 |
| Zoltan                   |         | 17x24      |              | M. Fariñas     | Beaumont                   | 80                                                 |            | 1962      |
| Marisol                  | Quadern |            |              | Josefa Inés    | Pilar Blasco               | 4 (sense numerar)                                  |            | 1963      |
| Aquí Marilín!            |         | Variable   |              |                |                            | 32                                                 |            | 1963      |
| El Delfín Negro          |         | 17x24      |              |                | Cubero                     | 42                                                 |            | 1964      |
| Mata Ratos               | Revista | 37x26      | Setmanal     | VV. AA.        | VV. AA.                    | 281                                                | 5          | 1964      |
| Safari                   | Quadern | 17x24      | Setmanal     | Claudio Tinoco | Claudio Tinoco             | 74                                                 | 2          | 1965      |
| Delta 99                 |         | 21x15      |              | VV. AA.        | VV. AA.                    | 27?                                                |            | 1968      |
| Dossier Negro            | Revista | Variat     | Bimensual    | VV. AA.        | VV. AA.                    | 67? (continuada per altres editorials fins al 217) | 25         | 1968      |
| Gringo                   |         | 21x15      | Mensual      | Manuel Medina  | Carlos Giménez             | 22                                                 | 10         | 1970      |
| Python                   | Revista |            |              | VV. AA.        | VV. AA.                    |                                                    |            | 1970      |
| Belle Star               | Revista | 17x13      |              | VV. AA.        | VV. AA.                    | 6                                                  | 25         | 1970      |
| Vampus                   | Revista | 28x21      | Mensual      | VV. AA.        | VV. AA.                    | 39 (continuada per Garbo fins al 77)               | 25         | 1971-1974 |
| Rufus                    | Revista | 28x20,5    | Bimensual    | VV. AA.        | VV. AA.                    | 18 (continuada per Garbo fins al 56)               | 25         | 1973-1974 |